# مجتمع 2000 واط
مجتمع 2000 واط هو رؤية بيئية، عرفت في عام 1998 من قبل المعهد الفدرالي السويسري للتكنولوجيا في زيورخ، والتي صورت مواطن العالم الأول العادي بحيث يخفض معدل الاستهلاك الكلي من الكهرباء لحد 2000 واط (48 كيلوواط ساعي في اليوم) بحلول 2025 -وبدون تخفيض مستوى المعيشة لدى المواطنين.
معدل متوسط استهلاك الطاقة العالمي ألفين واط حاليا.مقارنة بمعدل 6000 واط في أوروبا الغربية، 12000 في الولايات المتحدة الأمريكية ،1500 في الصين، 1000 في الهند، 500 في أفريقيا الجنوبية و300 في بنغلاديش. تملك سويسرا معدل 5000 واط، وأخر مجتمع يستهلك 2000 واط كان في 1960.

## الاستخدام الحالي للطاقة
تفاصيل الاستهلاك المتوسط لمقدار 5.1 كيلوواط من الطاقة الكهربائية للشخص السويسري في عام 2008:
- 1500 واط لمساحات المعيشة والمكاتب (شاملة للتدفئة ومياه السخان)
- 1100 واط للغذاء والسلع الكمالية (شاملة للطاقة اللازمة لنقل هذه السلع من نقطة المبيع)
- 600 واط للطاقة الكهربائية
- 500 واط للتنقل بالسيارة
- 250 واط للتنقل بالطائرات
- 150 واط لوسائل النقل اعلام
- 900 واط للبنية التحتية العامة

| الهدف المحدد (كيلوواط) | الاستهلاك الحالي (كيلوواط) | البلد أو المنطقة |
| ؟                      | 12                         | الولايات المتحدة |
| لا                     | 1                          | الهند            |
| لا                     | 1.5                        | الصين            |
| لا                     | 5                          | سويسرا           |
| لا                     | 6                          | أوروبا           |
| 2 بحلول 2050           | 5                          | سويسرا (زيوريخ)  |
| 2 بحلول ؟              | 5                          | سويسرا (بازل)    |

## مضامين
يعتقد الباحثون في سويسرا أن هذه الرؤية يمكن تحقيقها، رغم التنبؤ بتزايد 65% في النمو الاقتصادي بحلول عام 2050، وذلك من خلال استخدام تقنيات وتكنولوجيا جديدة منخفضة الكربون.
من المتصور أن تحقيق أهداف مجتمع الألفي واط سيتطلب -من بين أشياء أخرى- إعادة كاملة للاستثمار في الممتلكات الرأسمالية للدولة؛ ورفع كفاءة الطاقة لأبنية البلد لجعلها محققة لمعايير الأبنية منخفضة استهلاك الطاقة؛ وتحسينات بارزة في كفاءة النقل على الطرقات، والملاحة الجوية، واستخدام المواد المستهلك للطاقة؛ واحتمال إدخال قطارات مغناطيسية معلقة مرتفعة السرعات؛ واستخدام مصادر الطاقة المتجددة، وتدفئة الأحياء السكنية، والتوليد المصغر للطاقة، والتكنولوجيا المشابهة؛ وإعادة تركيز الأبحاث باتجاه مجالات جديدة للأولويات.
نتيجة البحث المكثف والجهد التنموي المطلوبين، من المأمول أن تصبح سويسرا رائدةً في التكنولوجيات المرتبطة بهذا التصور. بالتأكيد، فإن للفكرة دعم حكومي كبير جدًا؛ وذلك بسبب المخاوف المرتبطة بالتغير المناخي.

## منطقة بازل التجريبية
تهدف «منطقة بازل التجريبية» التي أطلقت في عام 2001 وتقع في المنطقة الحضرية المعاصرة من بازل إلى تطوير بعض التقنيات ذات الصلة وجعلها متاحة تجاريًا. المنطقة التجريبية شراكة بين الصناعة والجامعات ومعاهد الأبحاث والسلطات، وتنسقها شركة نوفاتلانتيس. وليست المشاركة محصورةً بالمنظمات المحلية. انضمت زيوريخ إلى المشروع في 2005 وأعلن إقليم جنيف اهتمامه في 2008.
ضمن المنطقة التجريبية، من المشاريع الجارية عرض أبنية بنيت حسب معايير مينرجي (الحد الأدنى من الطاقة) أو البيت السلبي، وتوليد الكهرباء من مصادر طاقات متجددة، ومركبات تستخدم الغاز الطبيعي والهيدروجين والغاز الحيوي. الهدف هو تطبيق الأبحاث عمليًا، والسعي للتحسينات المستمرة، ونقل المعلومات عن التقدمات الحاصلة لكل الأطراف المعنية، بما فيها العامة.

## بناء فريبورغ للعيش الذكي
يجمع «مختبر العيش الذكي» -ومقره في فريبورغ- الأبحاث من مدرسة الهندسة والعمارة في فريبورغ، وجامعة فريبورغ، ومعهد لوزان السويسري الفدرالي للتكنولوجيا. وقد صممت هذه الجهات معًا بناء العيش الذكي، الذي سيكون بنيةً مستدامةً ومبنىً يتطور في الوقت نفسه، ويفترض أن يدشن البناء في السنوات القليلة القادمة بعد أن كان من المفترض إطلاقه في عام 2020. وسيكون مقرًا لنشاطات نحو 100 باحث، بمختبرات، ومكاتب، وقاعات مؤتمرات، وبعض المساكن التجريبية. في هذا السياق متعدد الاستخدامات، سيصبح المبنى حقل تجارب للدراسات بنفسه، ويهدف لإيجاد الحلول لاستهلاك الطاقة وانبعاثات غازات الدفيئة التي يولدها.
عملية البناء نفسها ستكون أولى دراسات الحالة التي ستدرسها المجموعة، وقد أسست مشاريع أبحاث للمساعدة في إيصاله إلى أهداف المختبر الطموحة: حد الاستهلاك والانبعاثات بالقيم الموضوعة لعام 2050 حسب رؤية مجتمع الألفي واط، وذلك مع أخذ دورة حياة عناصر المبنى بأكملها بعين الاعتبار. يجب الوصول إلى هذه الأهداف في عام 2021، قبل نحو ثلاثين عامًا من الموعد النهائي التي وضعته رؤية مجتمع الألفي واط.